# 구스타보 알파로
구스타보 훌리오 알파로(스페인어: Gustavo Julio Alfaro, 1962년 8월 14일 ~ )는 아르헨티나의 전 축구 선수이자 현 축구 지도자로 선수 시절 포지션은 미드필더였으며 현재 파라과이 축구 국가대표팀의 사령탑을 맡고 있다.